# Świercz
Świercz – osada wsi Dobre w Polsce, położona w województwie zachodniopomorskim, w powiecie koszalińskim, w gminie Będzino.
W latach 1975–1998 Świerczć położony był w województwie koszalińskim.